# Szaprofita
A szaprofita olyan élőlényekre alkalmazott gyűjtőnév, amelyek elhalt növények vagy állatok korhadó, rothadó szerves anyagaiból, bomlástermékeiből táplálkoznak. A szaprofita szó egyúttal arra az életmódra is utal, amely a lebontó szervezetek sajátja. A név jelentése: korhadéklakó (régiesen televénylakó), görög eredetű szóösszetétel (σαπρός – szaprosz: ’lebomlott, korhadt’, φῠτόν – phüton: ’növény’).
A szaprofita szervezetek heterotróf életmódot folytatnak, ugyanakkor maguk nem alkalmasak illetve nem képesek a táplálékul szolgáló szervezet megölésére.

## Ismertebb szaprofiták
A szaprofita életmódot folytató szervezetek közé tartoznak egyes mikroorganizmusok, köztük az emberre általában ártalmatlan baktériumok, gombák, növények és állatok is.
Amellett, hogy  a baktériumok többsége a lebomlott anyag újrahasznosításával, a táplálékhálózatba való visszaforgatásával fontos szerepet tölt be az életközösségekben, az emberi szervezetre közvetlen hatást nem gyakorolnak. Kivételt képez néhány patogén baktérium, köztük a Clostridium tetani, a tetanusz nevű, izommerevséggel  is járó és gyakran halálos betegség kórokozója, mely környezetünkben bárhol előfordulhat (például az utcai porban, a talajszemcséken) és amelynek spórái nyílt sebbe kerülve okoznak fertőzést.
A gombák közül a penészgombák (köztük az ecsetpenész), az élesztőgombák, valamint a kalapos gombák többsége (így a vadon élő és a termesztett gombák közül a legismertebbek, például az étkezési gombák közül ilyen a csiperke, a laskagomba, a pöfeteg).
Bár a gombák többségét „hasznosnak” tekintjük, érdemes megemlíteni, hogy egyes szaprofita gombák is okozhatnak betegségeket. Például az Aspergillus spórái belélegezve a tüdőbe juthatnak, ahol a gombafonalak behálózzák a szöveteket és az Aspergillosis  nevű betegséget alakítják ki, elsősorban gyengült immunrendszerű (beteg) emberekben.
A növények közül a legismertebb szaprofiták – azaz szaprofitonok – például a Madárfészek kosbor (Neottia nidus-avis), a korallgyökér orchidea (Corallorrhza innata) vagy a fenyőspárga (Monotropa hypopitys). Utóbbi kevésbé ismert, különleges példája a gyökérkapcsoltságnak is (más néven: mikorrhiza), mivel gombák segítségével veszi fel a növény a szerves anyagokat.
Az állatok közül például a talajlakó fonálférgek, egyes laposférgek tartoznak a szaprofiták közé.

## A szaprofiták csoportosítása
A szaprofita növényeket szaprofitonoknak nevezik.
- Az úgynevezett holoszaprofita élőlények teljes mértékben, kizárólag elhalt élőlények szerves anyagaiból építik fel saját anyagaikat.
- A hemiszaprofita szervezetek a korhadék mellett vagy a levegőből nyert szén-dioxid redukciójával (vagyis fotoszintézissel), vagy más módon egészítik ki anyagcseréjüket. Ide tartoznak egyes növények, például a kéküstökű csormolya (Melampirum nemorosum).

## A szaprofiták haszna
A szaprofita szervezeteknek köszönhető, hogy a talajban kialakul a humusz, emellett az életközösségeken belüli anyagkörforgalomban is fontos szerepet töltenek be.
A szaprofita szervezeteket felhasználják a mezőgazdaságban is, korhasztásra. Ilyenkor arra a fára (tönkre, facsonkra), amelyet nem kívánnak másképp hasznosítani (esetleg „el akarnak tüntetni”), rést vágnak, megcsapolják, és erre oltják rá (például gabonacsíra segítségével) a termeszteni kívánt gombafajt.

## Lásd még
- ugróvillások